# Episodi di Kevin Can F**k Himself
La prima stagione della serie televisiva Kevin Can F**k Himself, composta da otto episodi, è stata trasmessa negli Stati Uniti d'America in prima visione dal 13 giugno al 25 luglio 2021 su AMC+. 
In Italia la stagione è pubblicata sul servizio on-demand Prime Video dal 27 agosto 2021.
| nº | Titolo originale               | Titolo Italia          | Prima TV USA   | Pubblicazione Italia |
| -- | ------------------------------ | ---------------------- | -------------- | -------------------- |
| 1  | Living the Dream               | Vivere il sogno        | 13 giugno 2021 | 27 agosto 2021       |
| 2  | New Tricks                     | Nuovi Trucchi          | 13 giugno 2021 | 27 agosto 2021       |
| 3  | We're Selling Washing Machines | Vendiamo lavatrici     | 20 giugno 2021 | 27 agosto 2021       |
| 4  | Live Free or Die               | Live Free or Die       | 27 giugno 2021 | 27 agosto 2021       |
| 5  | New Patty                      | La nuova Patty         | 04 luglio 2021 | 27 agosto 2021       |
| 6  | The Grand Victorian            | Il compleanno di Kevin | 11 luglio 2021 | 27 agosto 2021       |
| 7  | Broken                         | Difettosa              | 18 luglio 2021 | 27 agosto 2021       |
| 8  | Fixed                          | La verità              | 25 luglio 2021 | 27 agosto 2021       |